# Emotion Engine

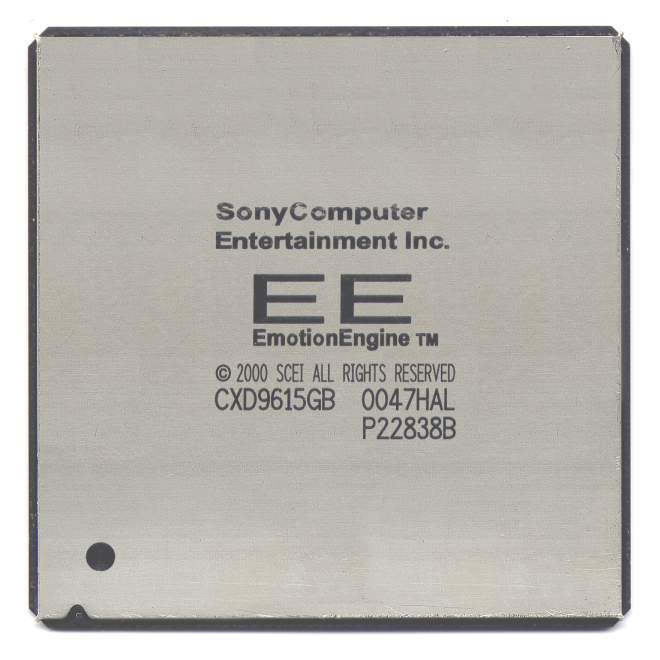
Vista de la Sony EmotionEngine CXD9615GB

Emotion Engine es la unidad central de procesamiento desarrollada y producida por Sony y Toshiba para ser utilizada en las videoconsolas PlayStation 2. Fue utilizada en algunas de las primeras versiones de la PlayStation 3 lanzadas en Japón y Estados Unidos como parte de la retrocompatibilidad de juegos. Su producción en masa se inició en 1999 y terminó en el año 2012 a la vez que es retirada la PlayStation 2.

## Descripción

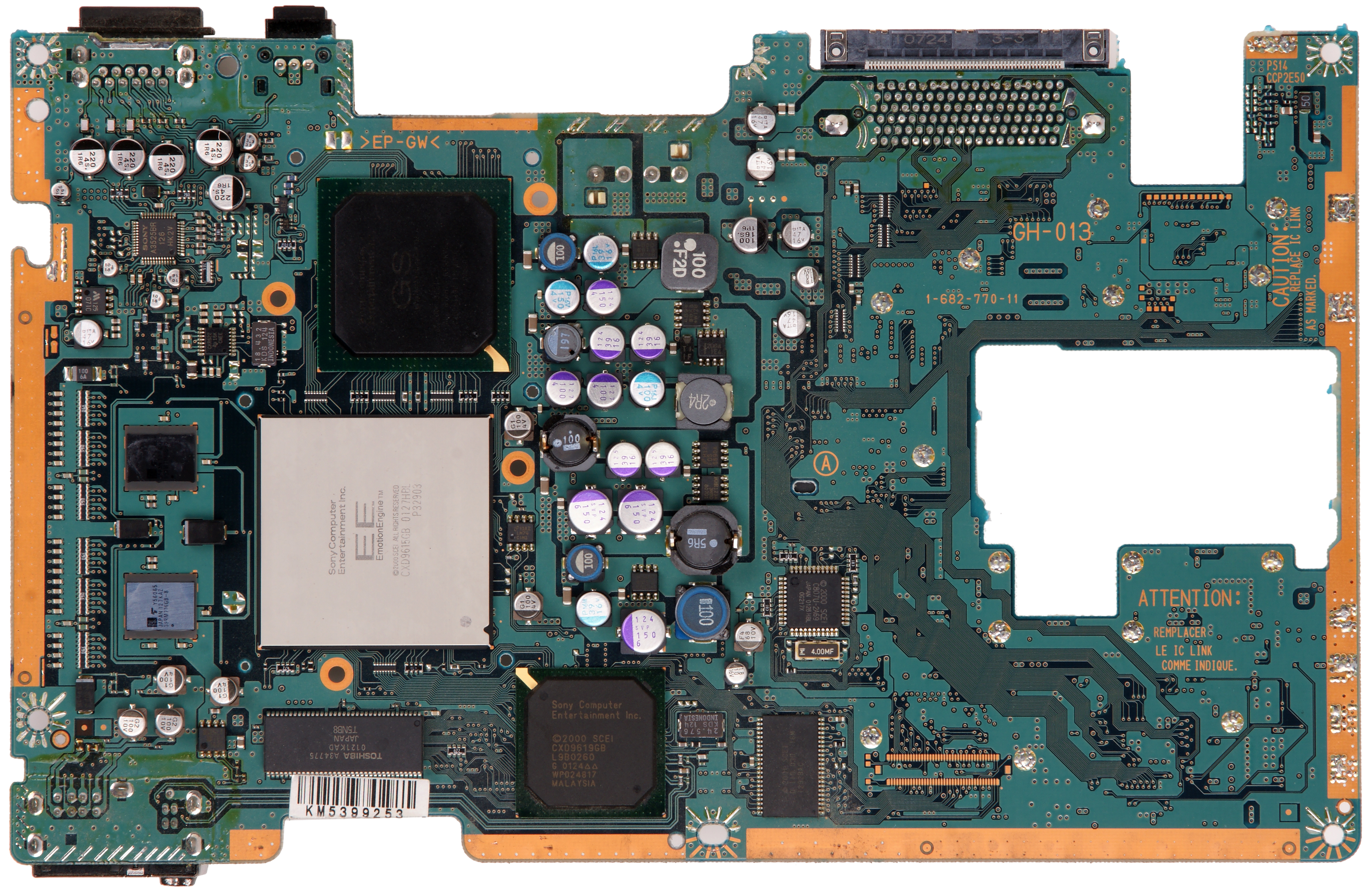
Vista de su posición en la placa de la PS2

La Emotion Engine, consiste en ocho unidades independientes, cada una trabajando en una tarea distinta, integradas en un mismo die. Estas unidades son:
- Un núcleo CPU.
- Dos unidades de procesamiento vectorial (VPU).
- Un acceso directo a memoria de diez canales.
- Un controlador de memoria.
- Una unidad procesadora de imagen.

Cuenta con tres interfaces, una de entrada/salida hacia el procesador I/O, una interfaz gráfica hacia el sintetizador de gráficos y una interfaz al sistema de memoria.

La CPU se ve emparejada a la primera VPU, para juntas ejecutar el código de juego y los cálculos de modelización de alto nivel. La segunda VPU, se emplea en transformaciones geométricas e iluminación, operando de forma independiente a través de microcódigo. Cuando la primera VPU no es requerida por la CPU, trabaja apoyando a la segunda. La lista de despliegue generada por estas unidades es trasladada a la unidad de imagen, que prioriza y ordena esta antes de ser enviado al sintetizador de gráficos. 

## Fabricación
La Emotion Engine contaba con cerca de diez millones y medio de transistores en un circuito integrado de 240 milímetros cuadrados. Fue fabricado en un semiconductor complementario de óxido metálico de 0.18 µm con cuatro niveles de interconexión. 

## Uso
Además de aparecer en la PlayStation 2, la Emotion Engine, fue introducido en las primeras versiones de la PlayStation 3. Con las siguientes revisiones, se decidió eliminar la retrocompatibilidad de juegos tratando de abaratar el precio de venta de la consola, al poder prescindir de estos componentes. 

## Especificaciones
- Frecuencia del núcleo: 300MHz
- Frecuencia de la placa: 100MHz
- Tensión: 1.8V
- Caché de primer nivel: 16+8KB
- BUS: 128bits[1]

## Rendimiento
- 6200 millones de operaciones en coma flotante por segundo.
- 66 millones de polígonos por segundo (con efectos de iluminación y niebla 36 millones).
- Descompresión de imagen: 150 millones de píxeles por segundo.